# Älvros socken
Älvros socken ligger i Härjedalen, ingår sedan 1974 i Härjedalens kommun och motsvarar från 2016 Älvros distrikt.
Socknens areal är 445,90 kvadratkilometer, varav 426,80 land. År 2000 fanns här 358 invånare. Kyrkbyn Älvros med sockenkyrkorna Älvros gamla kyrka och Älvros nya kyrka ligger i socknen. 

## Administrativ historik
Älvros socken bildades vid en tidpunkt mellan 1566 och 1588 genom en utbrytning ur Svegs socken. 
Vid kommunreformen 1862 överfördes ansvaret för de kyrkliga frågorna till Älvros församling och för de borgerliga frågorna till Älvros landskommun. Landskommunen inkorporerades 1952 i Svegs landskommun som 1967 ombildades till Svegs köping som 1974 uppgick i Härjedalens kommun. Församlingen uppgick 2006 i Svegsbygdens församling.
1 januari 2016 inrättades distriktet Älvros, med samma omfattning som församlingen hade 1999/2000.  
Socknen har tillhört fögderier, tingslag och domsagor enligt vad som beskrivs i artikeln Härjedalen.

## Geografi
Älvros socken ligger kring Ljusnan. Socknen är utanför älvdalen en sjö- och myrrik kuperad bergs och skogsbygd med höjder som når över 630 meter över havet.
Älvros socken genomkorsas av Inlandsbanan, med station i Älvros, där även europaväg 45 och riksväg 84 möts. 
Älvrosgården på Skansen kommer från denna socken, där även Älvros skans ligger.

### Geografisk avgränsning
Älvros sockens sydligaste punkt ligger i norra änden av den lilla skogssjön Trygg-Tyckeln cirka 5 km norr om Fågelsjö by i Los socken i . Den nordligaste punkten ligger vid Risasten, cirka 12 km väster om Överhogdals kyrka och cirka en kilometer söder om gränsen till Rätans socken i Jämtland. 
Mellan socknens sydligaste och nordligaste punkt är ett avstånd på knappt 50 km.
I Trygg-Tyckeln ligger ett "tresockenmöte" Älvros-Sveg-Hamra. Denna del av socknen utgörs av en kil väster om europaväg 45 och gränsen mot Svegs socken. I området ligger bl.a. fäboden Halvar-Jonsberg samt Acksjön (404 m ö.h.) och Östtjärnen (437 m ö.h.). 
Gränsen mellan Älvros och Los socken (Ljusdals kommun) är cirka 8 km lång och går från Trygg-Tyckeln mot nordost tvärs över Acksjön, passerar europaväg 45, går upp över Stora Acksjöberget (561 m ö.h.) samt berget Klucken och faller ut i norra delen av Klucksjön (346 m ö.h.) i Voxnans övre vattensystem. I denna sjö ligger "tresockenmötet" Älvros-Hamra-Ängersjö. Härifrån gränsar Älvros socken mot Ängersjö socken i sydost och öster, allt söder om Ljusnan. 
I den ovan beskrivna södra delen av Älvros socken ligger även sjöarna Målingen (360 m ö.h.) samt Siksjön (355 m ö.h.). Gränsen mellan Älvros socken och Svegs socken i väster korsar Siksjöns norra ände. Gränsen mot Sveg faller ut i Ljusnan strax uppströms Risön. Motsvarande gräns mot Ängersjö faller ut i Ljusnan cirka 13 km österut strax öster om byn Kolsätter på älvens sydsida i Älvros socken. Älvros samhälle ligger mitt i området. Byn Remmen ligger söder om Ljusnan, ca 3 km sydost om tätorten.
I älven vid Kolsätter ligger "tresockenmötet" Älvros-Ängersjö-Ytterhogdal. Detta innebär att socknen norr om Ljungan gränsar mot Ytterhogdals socken i öster. Denna gräns är cirka 20 km lång och går rakt norrut över bl.a. Vålåsen och korsar Inlandsbanan strax väster om Jämnvallen invid vattendraget Jämnen. Gränsen går över Stenberget och Åsarna och passerar strax öster om Härtingberget och når, strax söder om Råbergsvallen, "tresockenmötet" Älvros-Ytterhogdal-Överhogdal. Härifrån avgränsas Älvros socken på en sträcka av ca 13 km av Överhogdals socken fram till Risasten i norr (jfr. ovan). 
Socknen avgränsas i väster helt av Svegs socken - från Risasten i norr till Trygg-Tyckeln i söder.

## Fornlämningar
Från järnåldern finns en grav inom socknen. Det finns vidare cirka 110 fångstgropar. Dessutom har det anträffats gott om slagg efter s.k. lågteknisk järnhantering. Medeltiden märks genom ett 60-tal blästerugnar, som är bevarade.

## Namnet
Namnet (1273 Älfuar) kommer från kyrkplatsen. Namnet innehåller förleden älv och efterleden os, 'mynning', syftande på Norrälvens utflöde i Ljusnan.

## Befolkningsutveckling
| Befolkningsutvecklingen i Älvros socken 1750–2020 | Befolkningsutvecklingen i Älvros socken 1750–2020 | Befolkningsutvecklingen i Älvros socken 1750–2020 | Befolkningsutvecklingen i Älvros socken 1750–2020 | Befolkningsutvecklingen i Älvros socken 1750–2020 |
| --- | ------------------------------------------------- | ------------------------------------------------- | ------------------------------------------------- | ------------------------------------------------- |
| |                                                   |                                                   |                                                   |                                                   |
| År |                                                   |                                                   | Folkmängd                                         |                                                   |
| 1750 | 1750                                              |                                                   | 346                                               |                                                   |
| 1760 | 1760                                              |                                                   | 419                                               |                                                   |
| 1769 | 1769                                              |                                                   | 408                                               |                                                   |
| 1780 | 1780                                              |                                                   | 362                                               |                                                   |
| 1790 | 1790                                              |                                                   | 376                                               |                                                   |
| 1810 | 1810                                              |                                                   | 414                                               |                                                   |
| 1820 | 1820                                              |                                                   | 422                                               |                                                   |
| 1830 | 1830                                              |                                                   | 455                                               |                                                   |
| 1840 | 1840                                              |                                                   | 481                                               |                                                   |
| 1850 | 1850                                              |                                                   | 545                                               |                                                   |
| 1860 | 1860                                              |                                                   | 589                                               |                                                   |
| 1870 | 1870                                              |                                                   | 603                                               |                                                   |
| 1880 | 1880                                              |                                                   | 689                                               |                                                   |
| 1890 | 1890                                              |                                                   | 778                                               |                                                   |
| 1900 | 1900                                              |                                                   | 857                                               |                                                   |
| 1910 | 1910                                              |                                                   | 795                                               |                                                   |
| 1920 | 1920                                              |                                                   | 1 015                                             |                                                   |
| 1930 | 1930                                              |                                                   | 1 028                                             |                                                   |
| 1940 | 1940                                              |                                                   | 970                                               |                                                   |
| 1950 | 1950                                              |                                                   | 994                                               |                                                   |
| 1960 | 1960                                              |                                                   | 833                                               |                                                   |
| 1970 | 1970                                              |                                                   | 553                                               |                                                   |
| 1980 | 1980                                              |                                                   | 456                                               |                                                   |
| 1990 | 1990                                              |                                                   | 419                                               |                                                   |
| 2020 | 2020                                              |                                                   | 231                                               |                                                   |
| Anm: Källor: Umeå universitet - Tabellverket 1749-1859, Demografiska databasen, CEDAR, Umeå universitet, Folkmängden per distrikt, landskap, landsdel eller riket efter kön. År 2015 - 2022. |                                                   |                                                   |                                                   |                                                   |